# جاك سيرجينت
جاك سيرجينت (بالإنجليزية: Jack Sergeant)‏ (27 فبراير 1995 بجبل طارق في المملكة المتحدة - ) هو لاعب كرة قدم بريطاني في مركز الدفاع. شارك مع منتخب جبل طارق تحت 19 سنة لكرة القدم ومنتخب جبل طارق لكرة القدم. أما مع النوادي، فقد لعب مع مانشستر 62.

## وصلات خارجية
- جاك سيرجينت على موقع الاتحاد الدولي (مؤرشف)  (الإنجليزية)
- جاك سيرجينت على موقع الاتحاد الأوربي (الإنجليزية)
- جاك سيرجينت على موقع قاعدة بيانات كرة القدم.إي يو (الإنجليزية)
- جاك سيرجينت على موقع ناشيونال فوتبول تيمز (الإنجليزية)
- جاك سيرجينت على موقع Soccerway.com (الإنجليزية)
- جاك سيرجينت على موقع عالم كرة القدم.نت (الإنجليزية)